# San Miguel Peras
San Miguel Peras är en ort i Mexiko.   Den ligger i kommunen San Miguel Peras och delstaten Oaxaca, i den sydöstra delen av landet, 400 km sydost om huvudstaden Mexico City. San Miguel Peras ligger 2 086 meter över havet och antalet invånare är 3 126.
Terrängen runt San Miguel Peras är kuperad norrut, men söderut är den bergig. San Miguel Peras ligger nere i en dal. Runt San Miguel Peras är det ganska tätbefolkat, med 56 invånare per kvadratkilometer. San Miguel Peras är det största samhället i trakten. I omgivningarna runt San Miguel Peras växer i huvudsak blandskog.